# Lillbergstjärnen (Överluleå socken, Norrbotten)
Lillbergstjärnen är en sjö i Bodens kommun i Norrbotten och ingår i Piteälvens huvudavrinningsområde. Sjön har en area på 0,0529 kvadratkilometer och ligger 155,5 meter över havet. Lillbergstjärnen ligger i Piteälven Natura 2000-område.

## Delavrinningsområde
Lillbergstjärnen ingår i det delavrinningsområde (731523-173233) som SMHI kallar för Mynnar i Stockforsälven. Medelhöjden är 162 meter över havet och ytan är 18,77 kvadratkilometer. Räknas de 6 avrinningsområdena uppströms in blir den ackumulerade arean 84,73 kvadratkilometer. Stockforsälven som avvattnar avrinningsområdet har biflödesordning 3, vilket innebär att vattnet flödar genom totalt 3 vattendrag innan det når havet efter 68 kilometer. Avrinningsområdet består mestadels av skog (88 procent). Avrinningsområdet har 0,29 kvadratkilometer vattenytor vilket ger det en sjöprocent på 1,6 procent.